# Pisaflores, Veracruz
Pisaflores är en ort i Mexiko.   Den ligger i kommunen Ixhuatlán de Madero och delstaten Veracruz, i den sydöstra delen av landet, 180 km nordost om huvudstaden Mexico City. Pisaflores ligger 189 meter över havet och antalet invånare är 2 324.
Terrängen runt Pisaflores är kuperad åt sydväst, men åt nordost är den platt. Runt Pisaflores är det ganska tätbefolkat, med 52 invånare per kvadratkilometer. Närmaste större samhälle är La Ceiba, 16,1 km norr om Pisaflores. Omgivningarna runt Pisaflores är en mosaik av jordbruksmark och naturlig växtlighet.